# Pantopsalis albipalpis
Espèce
Synonymes
- Pantopsalis jenningsi Pocock, 1903
- Pantopsalis nigripalpis Pocock, 1903
- Pantopsalis nigripalpis spiculosa Pocock, 1903

Pantopsalis albipalpis est une espèce d'opilions eupnois de la famille des Neopilionidae.

## Distribution
Cette espèce est endémique de Nouvelle-Zélande.

## Description
La carapace du mâle holotype mesure 2,5 mm.
La carapace du mâle mesure 1,8 ± 0,4 mm de long sur 3,0 ± 0,8 mm et la carapace de la femelle 1,8 ± 0,4 mm de long sur 2,4 ± 0,2 mm.

## Systématique et taxinomie
Cette espèce a été décrite par Pocock en 1903.
Pantopsalis jenningsi, Pantopsalis nigripalpis et Pantopsalis nigripalpis spiculosa ont été placées en synonymie par Taylor en 2004.

## Publication originale
- Pocock, 1903 : « On some new harvest-spiders of the order Opiliones from the southern continents. » Proceedings of the Zoological Society of London, vol. 1902, no 2, p. 392–413 (texte intégral).